# Гордън (окръг, Джорджия)
Вижте пояснителната страница за други населени места с името Гордън.
Окръг Гордън (на английски: Gordon County) е окръг в щата Джорджия, Съединени американски щати. Площта му е 927 km², а населението - 50 279 души. Административен център е град Калхун.